# Guor Marial
Guor Mading Maker, también conocido como Guor Marial (Pariang, Estado Unidad, Sudán del Sur; 5 de abril de 1984) es un atleta de Sudán del Sur, miembro de la tribu dinka, especializado en carreras de fondo y que fue olímpico en Londres 2012 en la prueba de la maratón y en Río de Janeiro 2016.
Compitió en el evento de maratón masculino en los Juegos Olímpicos de Londres 2012. Debido a la guerra civil que llevó a Sudán del Sur separarse de Sudán, se negó a competir bajo la bandera de este último país. Fue uno de los cuatro atletas que compitieron en los Juegos Olímpicos de 2012 bajo la bandera olímpica en lugar de la de un país individual.

## Biografía

### Primeros años
Se fue de su casa a los siete años de edad para vivir junto su tío en el norte de Sudán. En 1994, a la edad de nueve años, se escapó de un campo de refugiados durante la guerra civil sudanesa. 28 miembros de su familia fallecieron durante el conflicto, incluyendo ocho de sus hermanos. Marial logró escapar a Egipto, y luego de forma permanente a los Estados Unidos, donde se le concedió la condición de refugiado cuando tenía 16 años, viviendo y entrenando ahora en Flagstaff, Arizona. Aunque sus padres sobrevivieron a la guerra civil, él no los pudo ver durante 20 años, hasta su regreso a Sudán del Sur en 2013.
Comenzó a participar en atletismo mientras asistía a la escuela secundaria en Concord, Nuevo Hampshire, después de ser animado por su profesor de gimnasia, y también compitió en la universidad en el estado de Iowa, donde fue un atleta All-American.
Si bien tiene la condición de residente permanente en los Estados Unidos, no tiene la ciudadanía. De acuerdo con una entrevista en la revista Runner's World, solicitó la naturalización para convertirse en un ciudadano de Estados Unidos en 2011 y tuvo su entrevista de naturalización, pero el proceso seguía pendiente.

### Londres 2012
Cumplió con el estándar de calificación en el evento de maratón en octubre de 2011, lo que le permitió participar en el maratón olímpico en los Juegos Olímpicos de 2012 en Londres, Reino Unido. Su caso fue considerado «único» por el Comité Olímpico Internacional (COI), ya que antes de los juegos Sudán del Sur aún tenía que formar un Comité Olímpico Nacional y buscar el pleno reconocimiento por el COI, lo que habría permitido el envío de un equipo y competir bajo la bandera de Sudán del Sur.
El Comité Olímpico Nacional de Sudán ofreció a Marial para competir como miembro del equipo de Sudán, sin embargo, rechazó esta oferta alegando que sería traición al pueblo sursudanés.
La junta ejecutiva del COI anunció su decisión el 20 de julio de 2012 permitiendo su participación como atleta olímpico independiente. Su documentación de viaje no pudo llegar a tiempo, por lo que no pudo marchar en la ceremonia de apertura el 27 de julio.
En la maratón terminó en la 47.ª posición, con un tiempo de 2:19:32. Su mejor marca personal es 2:12:55. Compitió utilizando su nombre adoptivo de Marial, que era el apellido de su tío.

### Río de Janeiro 2016
En 2015 el Comité Olímpico Nacional de Sudán del Sur obtuvo la membresía del COI. En los Juegos Olímpicos de 2016 en Río de Janeiro, Brasil, Marial fue uno de los tres atletas sursudaneses participantes, como así también el abanderado durante la ceremonia de apertura. Participó en el evento de maratón masculina, quedando en el 82° lugar.